# Korallkornlav
Korallkornlav (Lopadium coralloideum) är en lavart som först beskrevs av William Nylander och som fick sitt nu gällande namn av Bernt Arne Lynge 1940. 
Korallkornlav ingår i släktet Lopadium och familjen Ectolechiaceae. Arten är reproducerande i Sverige. Inga underarter finns listade i Catalogue of Life.